# Embrasse-moi Pasqualino !
Pour plus de détails, voir Fiche technique et Distribution.
Embrasse-moi Pasqualino ! (Come mi vuoi) est un film franco-italien réalisé par Carmine Amoroso, sorti en 1997.

## Synopsis
Desideria, qui travaille à Rome avec des travestis et des personnes trans, rencontre par hasard Pasquale, un jeune homme qui l'a connue lorsqu'elle était Domenico en province. Pasquale est maintenant carabinier, mais Desideria sent renaître son amour pour lui.

## Fiche technique
- Scénario : Carmine Amoroso
- Réalisation : Carmine Amoroso
- Photographie : Raffaele Mertes
- Musique : Italo Greco
- Montage : Carlo Pulera
- Pays d'origine :  Italie |  France
- Genre : comédie dramatique
- Durée : 94 minutes en France, 100 minutes en Italie.

## Distribution
- Enrico Lo Verso : Domenico / Desideria
- Vincent Cassel : Pasquale
- Monica Bellucci : Nellina
- Francesco Casale : Gioia
- Urbano Barberini : Gaia
- Memè Perlini : Don Michele
- Vladimir Luxuria